# Vetenskapsåret 1771

## Händelser
- Smeatonian Society of Civil Engineers, världens äldsta vetenskapsakademi grundas.

## Priser
- Copleymedaljen: Matthew Raper

## Födda
- 5 mars - Wilhelm Daniel Joseph Koch (död 1849), tysk botaniker.
- 13 april - Richard Trevithick (död 1833), engelsk ingenjör och uppfinnare.
- 11 september - Mungo Park (död 1806), skotsk upptäcktsresande.
- 6 november - Alois Senefelder (död 1834), österrikisk uppfinnare av litografin.
- 14 december - Regina von Siebold (död 1849), tysk obstetriker.

## Avlidna
- Chester Moore Hall (född 1703), engelsk vetenskaplig instrumentmakare.